# フランシスコ・ロメロ
フランシスコ・ロメロ（スペイン語: Francisco Romero、1700年 - 1763年）は、スペイン・ロンダ出身の闘牛士。現在のスペイン式闘牛の様式を確立させた人物であり、「伝説の闘牛士」とされる。

## 経歴
18世紀のスペインで行われていた闘牛は、乗馬した闘士が牛を相手にするというスタイルであった。1726年頃、赤い布（ムレータ）を闘牛に導入したのがロメロだった。闘牛士になる前のロメロは大工をしていたが、ロンダで闘牛を行っていた貴族が落馬したところを、ロメロが帽子一つで救出したことが評判を呼び、現代に至る闘牛の原点が作られたという。
息子のフアン・ロメロ、孫のペドロ・ロメロも闘牛士として活躍。闘牛の文化がスペイン全土に広がることとなった。
前述の騎馬闘牛は、日本の戦国時代の武士が行った鷹狩りと同じく、西欧の騎士の武術訓練のひとつであった。現在もこの騎馬闘牛を原点とするレホネオ（Rejoneo）と呼ばれる騎馬闘牛が存在しており、闘牛牧場主やその子弟が行うこともある。つまりは、騎馬闘牛は、領主（貴族）階級のものであり、現在中心となっている闘牛士が徒手で行う闘牛は、牧童や使用人である庶民階級のものといえる。

## ロメロ家
- フランシスコ・ロメロ(1700-1763) : 
  - フアン・ロメロ（英語版）（生没年不明） : フランシスコ・ロメロの息子。
    - ホセ・ロメロ（英語版）（生没年不明） : フランシスコ・ロメロの孫。
    - ペドロ・ロメロ(1754-1839) : フランシスコ・ロメロの孫。